# Lukașivka, Hlobîne
Lukașivka (în ucraineană Лукашівка) este un sat în comuna Kupievate din raionul Hlobîne, regiunea Poltava, Ucraina.

## Demografie
Componența lingvistică a localității Lukașivka
     Ucraineană (95,04%)
     Rusă (4,96%)
Conform recensământului din 2001, majoritatea populației localității Lukașivka era vorbitoare de ucraineană (95,04%), existând în minoritate și vorbitori de rusă (4,96%).